# Тоцкий, Иван Корнилович
Иван Корнилович Тоцкий (укр. Іван Корнилович Тоцький ; 12 (24) апреля 1896, Буйничи, Российская империя (сейчас Могилёвского района Могилёвской области Белоруссии) — 16 декабря 1957, Одесса) — украинский советский оперный певец (бас-кантанте). Народный артист Украинской ССР (1948).

## Биография
После окончания гимназии поступил на юридический факультет Харьковского университета, но из-за материальных проблем продолжить учёбу не смог и пошёл в армию, пел в полковом хоре.
В 1920—1929 годах учился вокалу в Киевской консерватории (класс Н. Чистякова). Во время учёбы был солистом капеллы «Думка».
После консерватории — солист харьковского оперного театра, в 1928—1957 годах (с перерывами) — Одесского театра оперы и балета.
В 1941—1945 годах выступал в составе коллектива Ленинградского театра оперы и балета им. С. М. Кирова.

## Избранные партии
- Тарас Бульба («Тарас Бульба» Н. Лысенко
- Чуб («Ночь перед Рождеством» Н. Римского-Корсакова),
- Карась («Запорожец за Дунаем» С. Гулака-Артемовского),
- Кривонос («Богдан Хмельницкий» Константина Данькевича),
- Иван Сусанин («Иван Сусанин» М. Глинки),
- Досифей («Хованщина» М. Мусоргского),
- Тимур («Турандот» Дж. Пуччини).